# Роплайни (платформа)
Ро́плайни (латыш. Roplaiņi) — бывший железнодорожный остановочный пункт на линии Рига — Эргли, на территории Эргльской волости Эргльского края. Расстояние от станции Рига-Пасажиеру — 93 км.
Остановочный пункт открыт в 1937 году, с началом работы участка Сунтажи — Эргли. Закрыт в 2009 году в связи с закрытием линии.